# زبان اشاره رومانیایی
زبان اشاره رومانیایی زبان اشاره‌ای است که توسط ناشنوایان و کم شنوایان در رومانی استفاده می‌شود.